# Моріс Карно
Моріс Карно (англ. Maurice Karnaugh, 4 жовтня 1924, Нью-Йорк — 8 листопада 2022, там само) — американський фізик, творець методу мінімізації булевих функцій, відомого як «карта Карно».

## Біографія
У 1944—1948 роках вивчав математику і фізику в Нью-йоркскому Сіті-коледж, потім перейшов у Єльський університет, де отримав ступінь
бакалавра наук (1949), магістра наук (1950) і доктора філософії з фізики (1952) за темою «Теорія магнітного резонансу і подвоєння лямбда-типу в оксиді азоту» (англ. The Theory of Magnetic Resonance and Lambda-Type Doubling in Nitric-Oxide).
У 1952—1966 роках працював у Bell Labs, де розробив метод таблиць Карно (1954) і отримав патенти на імпульсно-кодову модуляцію і магнітні логічні елементи.
У 1966—1970 роках працював у IBM в підрозділі Federal Systems Division у Ґейтерсбурзі (штат Меріленд), у 1970—1989 роках — у дослідницькому центрі Уотсона, де розробляв швидкодіючі комп'ютерні мережі.
у 1976 році обраний членом IEEE, у 1980—1999 роках працював ад'юнктом у політехнічному університеті Нью-Йорка. З 1970 року одружений з Лінн Бленк Уейл (англ. Linn Blank Weil). Має двох синів, Роберта і Поля від першого шлюбу.

## Публікації
- The Map Method for Synthesis of Combinational Logic Circuits, Trans. AIEE. pt I, 72(9):593-599, November 1953
- A New Class of Algorithms for Multipoint Network Optimization, IEEE Trans. Comm., May 1976, pp. 505—505
- Issues in Computer Communications, IEEE Trans. Comm., pp. 495—498, 1972
- Generalized quicksearch for expert systems, in Proc. Artificial Intelligence for Applications, pp. 30-34. 1992